# Lisa Wilcox (sciatrice)
Lisa Wilcox (15 giugno 1964) è un'ex sciatrice alpina statunitense.

## Biografia
Discesista pura originaria di Ithaca, la Wilcox ottenne l'unico piazzamento in Coppa del Mondo il 3 marzo 1984 Mont-Sainte-Anne (8ª) e in quella stessa stagione 1983-1984 vinse la medaglia d'oro ai Campionati statunitensi; non prese parte a rassegne olimpiche né ottenne piazzamenti ai Campionati mondiali.

## Palmarès

### Coppa del Mondo
- Miglior piazzamento in classifica generale: 68ª nel 1984

### Campionati statunitensi
- 1 medaglia (dati parziali):
  - 1 oro (discesa libera[1] nel 1984)